# Hermanos Amunátegui

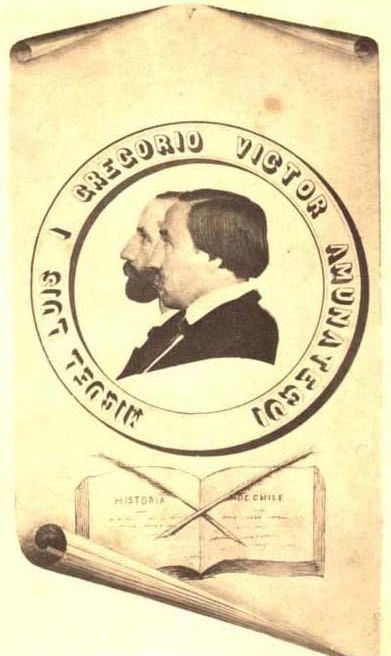
Imagen de los Hermanos Amunategui.

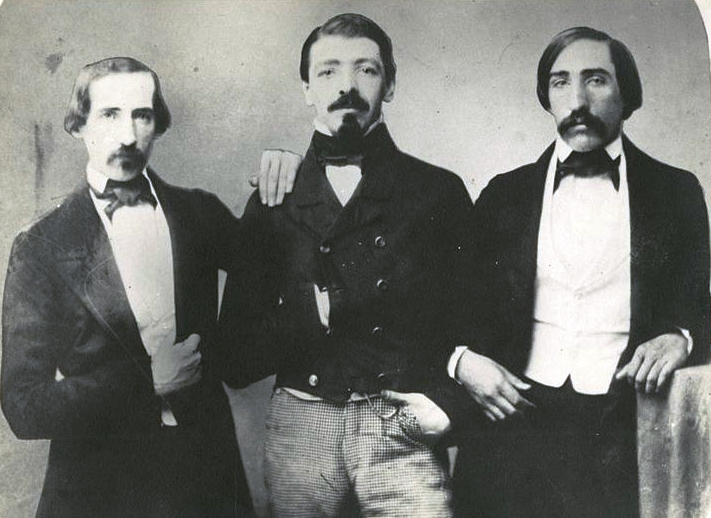
Miguel Luis Amunátegui, Domingo Santa María y Gregorio Víctor Amunátegui en 1848.

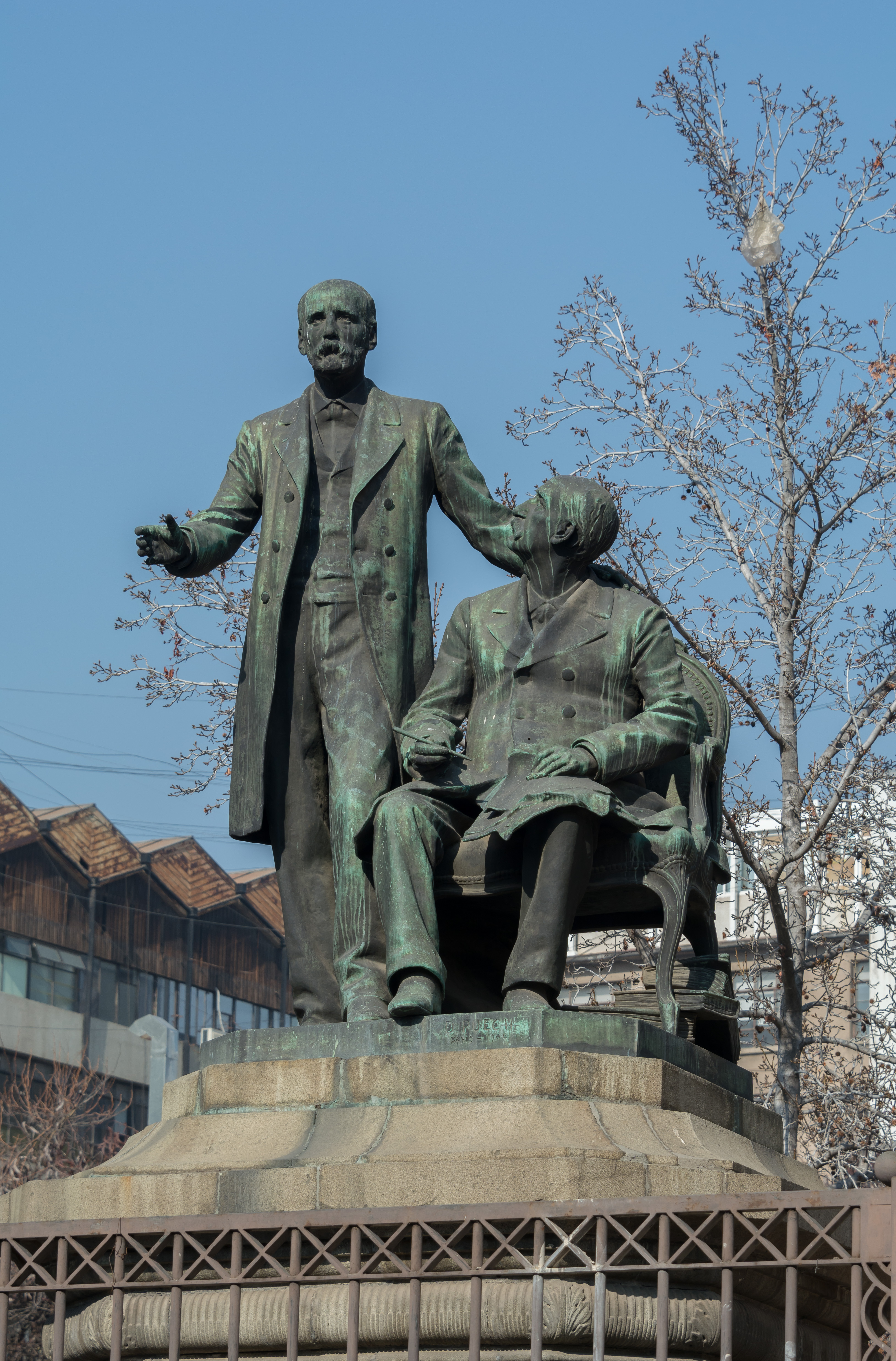
Estatua de los Hermanos Amunátegui, obra de Denys Puech, a un costado de la Casa Central de la Universidad de Chile.

Miguel Luis Amunátegui Aldunate (1828-1888) y Gregorio Víctor Amunátegui Aldunate (1830-1899), conocidos como los Hermanos Amunátegui, fueron dos destacados historiadores chilenos del siglo XIX, considerados los herederos intelectuales del sabio chileno-venezolano Andrés Bello.
Fueron hijos de José Domingo Amunátegui Muñoz y Carmen Aldunate Irarrázaval. Tuvieron otros hermanos entre los cuales destacó Manuel Amunátegui Aldunate (1835-1892), quien sin embargo no fue historiador y se centró en la actividad judicial.
Promovían la importancia de la educación primaria asociando la idea de progreso a la expansión de la educación pública.
El Presidente Germán Riesco, en conjunto con los vecinos de Santiago, hizo erigir un monumento en su honor, obra del escultor francés Denys Puech, hoy instalado en el frontis de la Universidad de Chile.

## Obras
En conjunto:
- La reconquista española: apuntes para la Historia de Chile: 1814-1817 (1851)
- Una conspiración en 1780 (1853)
- De la instrucción primaria en Chile: lo que es y lo que debe ser (1853), considerada fundamental por su transcendencia.

Ganaron con diversas memorias los certámenes de la Facultad de Humanidades de la Universidad de Chile, en los años 1850, 1852 y 1853, este último año con la obra De la instrucción primaria en Chile.
Miguel Luis Amunátegui:
- Biografía del jeneral Borgoño (1848)
- Títulos de la República de Chile a la soberanía i dominio de la estremidad austral del continente americano (1853)
- La dictadura de O'Higgins (1853)
- Biografías de americanos (1854)
- De la instrucción primaria en Chile: lo que es, lo que debería ser (1856)
- Compendio de la historia política y eclesiástica de Chile (1856)
- Jeografia de la juventud de Sud-América : redactada según los mejores tratados modernos y mui esmerada en la parte relativa a las repúblicas hispano-americanos, principalmente la parte de Chile (1856)
- Juicio crítico de algunos poetas hispano-americanos (1861)
- Descubrimiento i conquista de Chile (1862)
- La cuestión de límites entre Chile i Bolivia (1863)
- Los precursores de la independencia de Chile (1870)
- La Encíclica del Papa León XII contra la independencia de la América española (1874)
- La crónica de 1810 (1876)
- El terremoto del 13 de mayo de 1647 (1882)
- Vida de don Andrés Bello (1882)
- Vida del general don Bernardo O'Higgins (su dictadura, su ostracismo), con Benjamín Vicuña Mackenna (1882)
- Corona fúnebre a la memoria del señor Benjamín Vicuña Mackenna (1886)
- Acentuaciones viciosas (1887)
- Memorias científicas y literarias: lengua castellana: acentuaciones viciosas (1887)

Gregorio Víctor Amunátegui:
- Estudio filológico de la lengua latina
- La isla de Juan Fernández (1852)
- La reconquista española: 1814-1817 (1852)
- Poesías y poemas americanos (1861)
- Pedro de Oña (1862)
- El Arauco domado (1862)
- Vida del Capitán Fernando Álvarez de Toledo (1866)
- Biografía de don Manuel Antonio Tocornal (1869)

## Enlaces
- Ley 1714 de 1904, que ordena la erección de un monumento en honor de los hermanos Amunátegui (hoy a un costado de la Casa Central de la Universidad de Chile)

- Datos: Q5475607